# Наброски драмы из украинской истории
«Наброски драмы из украинской истории» — условное название сохранившихся набросков пьесы, созданных русским писателем Николаем Гоголем не ранее 1838 года и опубликованных в 1861 году. Литературоведы полагают, что эта пьеса была закончена к 1841 году и что именно её рукопись автор сжёг после прочтения Василию Жуковскому.

## История текста
«Наброски» сохранились в единственном варианте, где текст записан рукой Гоголя. Рукопись представляет собой набор белых и зелёных листов бумаги, сложенных тетрадкой, где собственно наброски чередуются с конспектами книг по истории Украины. Часть текста записана на листе ватманской бумаги с фабричной маркой Whathman Turkey Mill 1838, что даёт самую раннюю из возможных дат — 1838 год.
10 августа 1839 года Гоголь сообщил Степану Шевырёву из Вены о начале работы над «драматическим творением». 25 августа он написал тому же адресату: «Передо мною выясниваются и проходят поэтическим строем времена казачества … Малороссийские ли песни, которые теперь у меня под рукою, навеяли их, или на душу мою нашло само собою ясновидение прошедшего, только я чую много того, что ныне редко случается». В ноябре или декабре 1839 года, по словам Сергея Аксакова, Гоголь рассказывал ему о плане «трагедии из истории Запорожья, в которой всё готово, даже до последней нитки в одежде действующих лиц». В первой половине 1840 года Гоголь говорил о том же Михаилу Щепкину, называя пьесу «драмой за выбритый ус» (Юрий Манн полагал, что «За выбритый ус» — это название), а в октябре он «угостил» Н. А. Панова первыми сценами «трагедии». В. Ф. Чижов сообщает, что в сентябре 1841 года во Франкфурте Гоголь прочёл Василию Жуковскому дописанную «трагедию», но увидел, что она не понравилась слушателю, и тут же бросил рукопись в огонь. Литературоведы полагают, что во всех этих случаях речь идет о «драме из украинской истории».
«Наброски» были опубликованы в 1861 году в первом номере украинского журнала «Основа», выходившего в Санкт-Петербурге. К печати их подготовил Пантелеймон Кулиш. Входящая в состав «Набросков» общая характеристика драмы стала эпиграфом к историческому роману Павла Загребельного «Я, Богдан» (1983), рассказывающему о Богдане Хмельницком.

## Содержание
В авторской рукописи отдельные наброски расположены в произвольном порядке. Литературоведы пытаются группировать их самостоятельно, исходя из своих представлений об основных темах пьесы. Одна из важных составляющих — общая характеристика драмы:
«Как нужно создать эту драму.
Облечь её в месячную ночь и её серебряное сияние и в роскошное дыхание юга.
Облить её сверкающим потопом солнечных ярких лучей, и да исполнится она вся нестерпимого блеска!
Осветить её всю минувшим и вызванным из строя удалившихся веков, полным старины временем, обвить разгулом, козачком и всем раздольем воли.
И в потоп речей неугасаемой страсти, и в решительный, отрывистый лаконизм силы и свободы, и в ужасный, дышущий диким мщением порыв, и в грубые, суровые добродетели, и в железные несмягчённые пороки, и в самоотвержение неслыханное, дикое и нечеловечески-великодушное.
И в беспечность забубённых веков».
В нескольких набросках речь идёт о польском пане: он выказывает презрение по отношению к «мужикам и козакам», приказывает купить «утиральники» для монахов (вероятно, католических). Далее упоминаются Демьян и Самко — двое крестьян, которые сбегают от помещика на Сечь. Главным героем, по-видимому, должен был стать «молодой дворянин» из казацкой части Украины, поднимающий восстание против поляков. Упоминается «чисто-козацкое изобретение, как подговорить». Судя по нескольким отрывкам, написанным от лица девушки, тема восстания должна была соседствовать с любовной линией, и здесь литературоведы проводят параллели с историей Андрия в «Тарасе Бульбе» (над второй редакцией этой повести Гоголь работал примерно тогда же, когда могла создаваться пьеса).